# Satellite Awards 2025
O 29.º Satellite Awards ou Satellite Awards 2025 (no original, em inglês, 29th Satellite Awards) foi a 29.ª edição organizada pela associação de mídia dos Estados Unidos, International Press Academy, para honrar os melhores profissionais e obras de cinema de de 2024.
As nomeações foram anunciadas em 16 de dezembro de 2024. Os vencedores foram anunciados em 26 de janeiro de 2025.
O drama histórico de Brady Corbet, The Brutalist, liderou as indicações de filmes com dez, seguido por Dune: Part Two com nove, enquanto Conclave e Emilia Pérez receberam oito indicações cada. Para as categorias de televisão, o drama épico de época Shōgun recebeu o maior número de indicações com cinco, seguido por Baby Reindeer, The Curse e Feud: Capote vs. The Swans com quatro cada.

## Vencedores e nomeados

### Cinema
| Melhor Filme de Drama - The Brutalist - Cabrini - Conclave - Dune: Part Two - Nickel Boys - The Order - Sing Sing - Young Woman and the Sea | Melhor Filme de Comédia ou Musical - Anora - Ghostlight - Hit Man - LaRoy, Texas - A Real Pain - The Substance - Thelma - Wicked |
| Melhor Filme de Animação - Wallace & Gromit: Vengeance Most Fowl - Straume - Inside Out 2 - Memoir of a Snail - Mobile Suit Gundam SEED Freedom - The Wild Robot | Melhor Diretor - Brady Corbet – The Brutalist - Sean Baker – Anora - Edward Berger – Conclave - Greg Kwedar – Sing Sing - RaMell Ross – Nickel Boys - Denis Villeneuve – Dune: Part Two |
| Melhor Ator em Filme de Drama - Colman Domingo – Sing Sing como John "Divine G" Whitfield - Adrien Brody – The Brutalist como László Tóth - Timothée Chalamet – A Complete Unknown como Bob Dylan - Daniel Craig – Queer como William Lee - Ralph Fiennes – Conclave como Cardeal Thomas Lawrence - Hugh Grant – Heretic como Mr. Reed | Melhor Atriz em Filme de Drama - Fernanda Torres – Ainda Estou Aqui como Eunice Paiva - Lily-Rose Depp – Nosferatu como Ellen Hutter - Angelina Jolie – Maria como Maria Callas - Nicole Kidman – Babygirl como Romy Mathis - Saoirse Ronan – The Outrun como Rona - Tilda Swinton – The Room Next Door como Martha Hunt |
| Melhor Ator em Filme de Comédia ou Musical - Keith Kupferer – Ghostlight como Dan Mueller - Jesse Eisenberg – A Real Pain como David Kaplan - Ryan Gosling – The Fall Guy como Colt Seavers - Michael Keaton – Beetlejuice Beetlejuice como Betelgeuse - John Magaro – LaRoy, Texas como Ray - Glen Powell – Hit Man como Gary Johnson | Melhor Atriz em Filme de Comédia ou Musical - Demi Moore – The Substance como Elisabeth Sparkle - Cynthia Erivo – Wicked como Elphaba Thropp - Karla Sofía Gascón – Emilia Pérez como Emilia Pérez / Juan "Manitas" Del Monte - Mikey Madison – Anora como Anora "Ani" Mikheeva - Winona Ryder – Beetlejuice Beetlejuice como Lydia Deetz - June Squibb – Thelma como Thelma Post |
| Melhor Ator Coadjuvante - Guy Pearce – The Brutalist como Harrison Lee Van Buren Sr. - Yura Borisov – Anora como Igor - Kieran Culkin – A Real Pain como Benji Kaplan - Clarence Maclin – Sing Sing como Clarence "Divine Eye" Maclin - Edward Norton – A Complete Unknown como Pete Seeger - Denzel Washington – Gladiator II como Macrinus | Melhor Atriz Coadjuvante - Ariana Grande – Wicked como Galinda Upland - Danielle Deadwyler – The Piano Lesson como Berniece Charles - Felicity Jones – The Brutalist como Erzsébet Tóth - Margaret Qualley – The Substance como Sue - Isabella Rossellini – Conclave como Irmã Agnes - Zoe Saldaña – Emilia Pérez como Rita Mora Castro |
| Melhor Roteiro Original - A Real Pain – Jesse Eisenberg - Anora – Sean Baker - The Brutalist – Brady Corbet e Mona Fastvold - Hard Truths – Mike Leigh - The Seed of the Sacred Fig – Mohammad Rasoulof - The Substance – Coralie Fargeat | Melhor Roteiro Adaptado - Nickel Boys – RaMell Ross e Joslyn Barnes; baseado no romance The Nickel Boys de Colson Whitehead - Conclave – Peter Straughan; baseado no romance de Robert Harris - Emilia Pérez – Jacques Audiard; baseado na peça Listen de Boris Razon - The Room Next Door – Pedro Almodóvar; baseado no romance What Are You Going Through de Sigrid Nunez - Ruski konzul – Vuk Drašković e Miroslav Lekic; baseado no romance de Vuk Drašković - Sing Sing – Clint Bentley, Greg Kwedar, Clarence Maclin e John "Divine G" Whitfield; baseado no artigo "The Sing Sing Follies" de John H. Richardson e no livro Breakin' the Mummy's Code de Brent Buell |
| Melhor Documentário - Super/Man: The Christopher Reeve Story - The Bloody Hundredth - Dahomey - Elizabeth Taylor: The Lost Tapes - I Am: Celine Dion - No Other Land - Porcelain War - Sugarcane | Melhor Filme Internacional - Vlny ( Chéquia) - Pigen med nålen ( Dinamarca) - Ainda Estou Aqui ( Brasil) - Reinas ( Peru / Suíça ) - Dāne-ye anjīr-e ma'ābed ( Alemanha) - La espera ( Espanha) |
| Melhor Edição - Dune: Part Two – Joe Walker - Anora – Sean Baker - The Brutalist – Dávid Jancsó - Conclave – Nick Emerson - Emilia Pérez – Juliette Welfling - Gladiator II – Sam Restivo e Claire Simpson | Melhor Cinematografia - Dune: Part Two – Greig Fraser - The Brutalist – Lol Crawley - Gladiator II – John Mathieson - Maria – Edward Lachman - Nickel Boys – Jomo Fray - Nosferatu – Jarin Blaschke |
| Melhor Trilha Sonora - Emilia Pérez – Clément Ducol e Camille - The Brutalist – Daniel Blumberg - Conclave – Volker Bertelmann - Dune: Part Two – Hans Zimmer - The Room Next Door – Alberto Iglesias - The Wild Robot – Kris Bowers | Melhor Canção Original - "Mi Camino" de Emilia Pérez – Clément Ducol e Camille - "El Mal" de Emilia Pérez – Clément Ducol e Camille - "The Journey" de The Six Triple Eight – Diane Warren - "Kiss the Sky" de The Wild Robot – Delacey, Jordan Johnson, Stefan Johnson, Maren Morris, Michael Pollack e Ali Tamposi - "Never Too Late" de Elton John: Never Too Late – Elton John e Brandi Carlile - "Winter Coat" de Blitz – Nicholas Britell, Steve McQueen e Taura Stinson |
| Melhor Figurino - Wicked – Paul Tazewell - Blitz – Jacqueline Durran - Dune: Part Two – Jacqueline West - Gladiator II – Janty Yates e David Crossman - Maria – Massimo Cantini Parrini - Nosferatu – Linda Muir | Melhor Design de Produção - Gladiator II – Arthur Max (designer de produção); Jille Azis e Elli Griff (decoração de set) - The Brutalist – Judy Becker (designer de produção); Patricia Cuccia e Mercédesz Nagyváradi (decoração de set) - Conclave – Suzie Davies (designer de produção); Cynthia Sleiter (decoração de set) - Dune: Part Two – Patrice Vermette (designer de produção); Shane Vieau (decoração de set) - Nosferatu – Craig Lathrop (designer de produção); Beatrice Brentnerova (decoração de set) - Wicked – Nathan Crowley (designer de produção); Lee Sandales (decoração de set)                                                                      |
| Melhores Efeitos Visuais - Gladiator II – Mark Bakowski, Neil Corbould, Nikki Penny e Pietro Ponti - Dune: Part Two – Stephen James, Paul Lambert, Gerd Nefzer e Rhys Salcombe - Kingdom of the Planet of the Apes – Rodney Burke, Paul Story, Stephen Unterfranz e Erik Winquist - Mufasa: The Lion King – Audrey Ferrara e Adam Valdez - Twilight of the Warriors: Walled In – Garrett Lam, Jules Lin e Kwok-Leung Yu - Wicked – Paul Corbould, Jonathan Fawkner, Pablo Helman e David Shirk | Melhor Edição e Mixagem de Som - Wicked – Simon Hayes, John Marquis, Andy Nelson e Nancy Nugent Title - A Complete Unknown – Ted Caplan, David Giammarco, Tod Maitland, Paul Massey e Donald Sylvester - Dune: Part Two – Ron Bartlett, Doug Hemphill, Gareth John e Richard King - Emilia Pérez – Hortense Bailly, Aymeric Devoldère, Cyril Holtz e Carolina Santana - Gladiator II – Stéphane Bucher, Matthew Collinge, Paul Massey e Danny Sheehan - Twisters – Christopher Boyes, Pete Horner, Al Nelson e Bjørn Ole Schroeder |

### Televisão
| Melhor Série de Drama - Slow Horses (Apple TV+) - The Diplomat (Netflix) - Matlock (CBS) - Shōgun (FX / Hulu) - Squid Game (Netflix) | Melhor Série de Comédia ou Musical - Hacks (Max) - Abbott Elementary (ABC) - The Curse (Paramount+) - English Teacher (FX / Hulu) - Only Murders in the Building (ABC) - Platonic (Apple TV+) |
| Melhor Série de Gênero - What We Do in the Shadows (FX / Hulu) - Martin Scorsese Presents: The Saints (Fox Nation) - Mr. & Mrs. Smith (Prime Video) - Silo (Apple TV+) | Melhor Minissérie - Ripley (Netflix) - Baby Reindeer (Netflix) - Feud: Capote vs. The Swans (FX / Hulu) - Masters of the Air (Apple TV+) - The Penguin (Max) - The Sympathizer (HBO) |
| Melhor Ator em Série de Drama ou de Gênero - Hiroyuki Sanada – Shōgun como Lord Yoshii Toranaga (FX / Hulu) - Donald Glover – Mr. & Mrs. Smith como John Smith / Michael (Prime Video) - Jake Gyllenhaal – Presumed Innocent como Rusty Sabich (Apple TV+) - Gary Oldman – Slow Horses como Jackson Lamb (Apple TV+) - Eddie Redmayne – The Day of the Jackal como "O Chacal" (Peacock) - Billy Bob Thornton – Landman como Tommy Norris (Paramount+)                                                               | Melhor Atriz em Série de Drama ou de Gênero - Kathy Bates – Matlock como Madeline "Matty" Matlock / Madeline Kingston (CBS) - Carrie Coon – The Gilded Age como Bertha Russell (HBO) - Maya Erskine – Mr. & Mrs. Smith como Jane Smith / Alana (Prime Video) - Keri Russell – The Diplomat como Kate Wyler (Netflix) - Anna Sawai – Shōgun como Toda Mariko (FX / Hulu) - Imelda Staunton – The Crown como Rainha Elizabeth II (Netflix)  |
| Melhor Ator em Série de Comédia ou Musical - Patrick Brammall – Colin from Accounts como Gordon "Flash" Crapp (Paramount+) - Adam Brody – Nobody Wants This como Noah Roklov (Netflix) - Nathan Fielder – The Curse como Asher Siegel (Paramount+) - Seth Rogen – Platonic como Will (Apple TV+) - Martin Short – Only Murders in the Building como Oliver Putnam (ABC) - Jeremy Allen White – The Bear como Carmen "Carmy" Berzatto (FX / Hulu)                                                                    | Melhor Atriz em Série de Comédia ou Musical - Emma Stone – The Curse como Whitney Siegel (Paramount+) - Kristen Bell – Nobody Wants This como Joanne (Netflix) - Quinta Brunson – Abbott Elementary como Janine Teagues (ABC) - Ayo Edebiri – The Bear como Sydney Adamu (FX / Hulu) - Selena Gomez – Only Murders in the Building como Mabel Mora (ABC) - Jean Smart – Hacks como Deborah Vance (Max)                                    |
| Melhor Ator em Minissérie ou Telefilme - Colin Farrell – The Penguin como Oswald "Oz" Cobb / The Penguin (Max) - Richard Gadd – Baby Reindeer como Donny Dunn (Netflix) - Tom Hollander – Feud: Capote vs. The Swans como Truman Capote (FX / Hulu) - Andrew Scott – Ripley como Tom Ripley (Netflix) - Callum Turner – Masters of the Air como Major John "Bucky" Egan (Apple TV+) - Hoa Xuande – The Sympathizer como O Capitão (HBO)                                                                             | Melhor Atriz em Minissérie ou Telefilme - Cate Blanchett – Disclaimer como Catherine Ravenscroft (Apple TV+) - Jodie Foster – True Detective: Night Country como Liz Danvers (HBO) - Jessica Gunning – Baby Reindeer como Martha Scott (Netflix) - Nicole Kidman – Expats como Margaret Woo (Prime Video) - Cristin Milioti – The Penguin como Sofia Falcone (Max) - Naomi Watts – Feud: Capote vs. The Swans como Babe Paley (FX / Hulu) |
| Melhor Ator Coadjuvante em Minissérie ou Telefilme - Robert Downey Jr. – The Sympathizer como Claude, Professor Robert Hammer, Ned Godwin, Miko Damianos, e O Padre (HBO) - Tadanobu Asano – Shōgun como Kashigi Yabushige (FX / Hulu) - Walton Goggins – Fallout como The Ghoul / Cooper Howard (Prime Video) - Ebon Moss-Bachrach – The Bear como Richard "Richie" Jerimovich (FX / Hulu) - Chris Perfetti – Abbott Elementary como Jacob Hill (ABC) - Benny Safdie – The Curse como Dougie Schecter (Paramount+) | Melhor Atriz Coadjuvante em Minissérie ou Telefilme - Diane Lane – Feud: Capote vs. The Swans como Slim Keith (FX / Hulu) - Hannah Einbinder – Hacks como Ava Daniels (Max) - Moeka Hoshi – Shōgun como Usami Fuji (FX / Hulu) - Nava Mau – Baby Reindeer como Teri (Netflix) - Saskia Reeves – Slow Horses como Catherine Standish (Apple TV+) - Kristen Schaal – What We Do in the Shadows como The Guide (FX / Hulu)                   |